# M·E·梅斯頓
M·E·梅斯頓（M. E. Mayston，1890年—?），婚後名M. E. 韋伯斯特（M. E. Webster），是一名英格蘭羽球運動員。
1913年，M·E·梅斯頓與蓋·紹特爾一起贏得了全英羽球錦標賽混合雙打冠軍。梅斯頓在巴勒姆羽球俱樂部非常活躍。她曾代表英格蘭參加了與愛爾蘭的傳統對抗賽。